# Balakowski rajon
Der Balakowski rajon (russisch Балако́вский райо́н) ist ein Rajon in der russischen Oblast Saratow. Das Verwaltungszentrum ist die kreisfreie Stadt Balakowo.

## Geographie

### Geographische Lage und Gewässer
Der Rajon Balakowo liegt im nördlichen Teil der Oblast Saratow, etwa 150 Kilometer nordöstlich der Stadt Saratow. Der Rajon befindet sich am östlichen Ufer der Wolga, am südlichen Ende des Saratower Stausees. Der Rajon wird zentral in Ost-West-Richtung vom Großen Irgis durchschnitten, der südlich der Stadt Balakowo in die Wolga mündet.

### Benachbarte Rajons
| Chwalynski rajon    | Wolga | Duchownizki rajon | Pugatschowski rajon     |
| Wolski rajon        | Wolga |                   | Krasnopartisanski rajon |
| Woskressenski rajon | Wolga | Marxowski rajon   | Jerschowski rajon       |

## Gliederung
Der Rajon gliedert sich in die Stadt Balakowo und 17 Landgemeinden (selskoje posselenije) mit insgesamt 47 Dörfern. Die größten Siedlungen (Stand: 2006) sind:
- Balakowo, 199.732 Einwohner (Verwaltungszentrum, kreisfreie Stadt)
- Bykow Otrog (Быков Отрог), 1.272 Einwohner
- Kormjoschka (Кормёжка), 998 Einwohner
- Krasny Jar (Красный Яр), 985 Einwohner
- Majanga (Маянга), 1.603 Einwohner
- Nataljino (Натальино), 1.577 Einwohner
- Nowopolewodino (Новополеводино), 1.050 Einwohner

## Wirtschaft und Infrastruktur

### Wirtschaft
Die Hauptindustriezweige im Rajon sind die Produktion von mineralischen Düngemitteln, Faserstoffen, Möbeln und Energie. Es finden sich zudem Rohstoffvorkommen an Kalkstein und Ziegelton, die unter anderem für die Herstellung von Backsteinen genutzt werden.

### Energie
Im Rajon Balakowo sind mit dem Wasserkraftwerk Saratow und dem Kernkraftwerk Balakowo die zwei wichtigsten Energieerzeuger der gesamten Oblast Saratow beheimatet.

### Verkehr
Durch den Damm des Saratower Stausees bietet der Rajon eine der wenigen Querungsmöglichkeiten über die Wolga. Sowohl Straßen als auch Eisenbahnschienen führen über den Damm. Die Stadt Balakowo bietet an der Wolga auch den größten Frachtguthafen der Oblast. Für den Anschluss an den innerrussischen Flugverkehr dient der Flughafen Balakowo.